# 王家琳
王家琳，安徽省安慶府太湖縣人，清朝政治人物、武進士出身。
嘉慶二十四年，武舉中舉。嘉慶二十五年，登武進士。道光二年，任藍翎侍衛大門行走。道光四年，任候補守備。道光九年，任貴州平遠協右營守備。道光十五年，任貴州冊亨營都司。道光十九年，任貴州下江營遊擊。道光二十四年，任湖北均光營參將。道光二十八年，任湖北施南協副。道光二十九年，署湖北宜昌鎮總兵。咸豐二年，授河南河北鎮總兵。